# نيلسون اناندال
توماس نيلسون اناندال (بالإنجليزية: Thomas Nelson Annandale)‏ هو عالم أحياء وعالم حشرات وعالم الإنسان وعالم زواحف اسكتلندي ولدى يوم 15 يونيو 1876 في إدنبرة و توفي يوم 10 أبريل 1924 في كلكتا.
هو الابن الأكبر لتوماس اناندال، أستاذ الكرسي الملكي للجراحة السريرية في جامعة أدنبرة، وتلقى تعليمه في مدرسة نيلسون للرجبي، كلية باليول، جامعة أكسفورد، وجامعة أدنبرة. ذهب اناندال إلى الهند في عام 1904 في منصب نائب المشرف العام على قسم التاريخ الطبيعي في المتحف الهندي. وكان نائب مدير في المتحف الهندي في كلكتا وعام 1907 أصبح مديرا لها خلفا لجون أندرسون (1833-1900).

## مزيد من القراءة
- Hora, Sunder Lal (1949) In memoriam Proceedings of the Indian Academy of Science, Section A 8:157
- Anon. 1925: [Annandale, T. N.] J. Bombay Nat. Hist. Soc. 30 213-214.
- Calvert, P. P. 1924 [Annandale, T. N.] Ent. News 35:264.
- Evenhuis, N. L. 1997 *Litteratura taxonomica dipterorum (1758-1930). Volume 1 (A-K); Volume 2 (L-Z). Leiden, Backhuys Publishers.
- Kemp, S. W. 1925 [Annandale, T. N.] Rec. Indian Mus. , Calcutta. 27:1-28

## روابط خارجية
- مؤلفات Nelson Annandale في مشروع غوتنبرغ